# Agonopterix chironiella
Agonopterix chironiella is een vlinder uit de familie grasmineermotten (Elachistidae). De wetenschappelijke naam is voor het eerst geldig gepubliceerd in 1893 door Constant.
De soort komt voor in Europa.